# Otto Faller
Rev. Otto Faller SJ (18 de fevereiro de 1889 - 16 de maio de 1971) foi Superior Provincial da Ordem dos Jesuítas na Alemanha, educador, professor e Reitor na Stella Matutina em Feldkirch, Áustria e Kolleg St. Blasien na Alemanha, professor de estudos patrísticos na Universidade Gregoriana. Ele foi editor ao longo da vida das obras de Santo Ambrósio. A pedido do Papa Pio XII, ele contribuiu para a preparação do dogma da Assunção de Maria e organizou uma nova instituição papal de caridade e refugiados papais durante a Segunda Guerra Mundial.

## Vida

### Primeiros anos

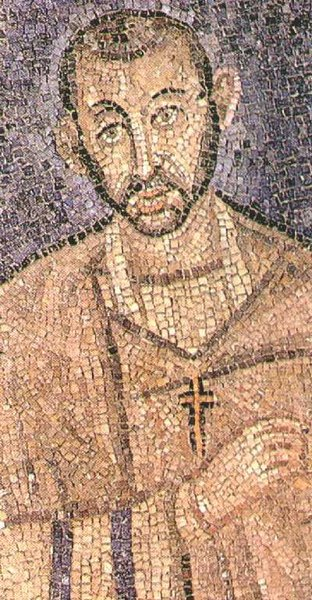
A edição latina das obras de Santo Ambrósio de Milão foi a principal preocupação do Padre Otto Faller.

Otto nasceu em 18 de fevereiro de 1889 em Saig, uma pequena vila na Floresta Negra. Ele entrou na Ordem Jesuíta em 1910. Como os jesuítas eram proibidos na Alemanha desde a época dos Kulturkampf, ele estudou teologia em Tisis, Áustria, e Valkenburg, Holanda. Após seus estudos filosóficos e teológicos, estudou línguas clássicas em Viena e Münster, Alemanha. Otto Faller obteve dois doutorados, em teologia e filosofia. Em 1918 foi ordenado padre e em 1924 começou a lecionar no prestigiado Kolleg Stella Matutina em Feldkirch, Áustria.

### Educador
Primeiro educador, depois professor, foi nomeado diretor (reitor) do Stella Matutina Kolleg em Feldkirch, Áustria. Depois que os nazistas aprovaram a "lei 1000 Mark" em 1933, que de fato proibia qualquer alemão de entrar na Áustria sem o pagamento prévio do imposto e, portanto, excluía estudantes alemães de frequentar escolas austríacas, ele ajudou na fundação do Kolleg St. Blasien na Floresta Negra e tornou-se seu reitor. Cinco anos depois, o Nazismo forçou o fechamento da escola, que se tornaria uma escola de Adolf Hitler. Como vários outros jesuítas, ele foi convidado a deixar a Alemanha, apesar de um ardente protesto do bispo local.

### Assistente do Papa Pio XII
Otto Faller foi para Roma, onde o Superior Geral da Ordem dos Jesuítas Wlodimir Ledochowski o nomeou Professor na Universidade Gregoriana e Padre Superior no Scriptorium, então residência dos estudiosos Jesuítas em Roma. Junto com Dom Ferdinando Baldelli, ele foi convidado em 1943 pelo Papa Pio XII para desenvolver uma instituição de caridade papal Pontificia Commissione di Assistenza a partir do zero. Isso foi desenvolvido rapidamente em cooperação com os esforços de caridade da Irmã Pascalina Lehnert e Monsenhor Giovanni Battista Montini. Em 1944, o Papa pediu-lhe para formar um novo escritório papal de refugiados para ajudar as dezenas de milhares de pessoas deslocadas na Itália.
Nesta qualidade, esteve envolvido na organização de instituições de caridade, especialmente artigos alimentares, vestuário e abrigo para italianos e deslocados, na negociação da transferência de todas as artes sacras portáteis de Monte Cassino, antes da sua destruição. Muitos esforços foram dedicados nos bastidores a um plano do Papa, para criar uma frota papal a fim de permitir que os refugiados deixassem a Europa para as Américas e para trazer carregamentos de alimentos extremamente necessários de lá; salvo-conduto não poderia ser obtido pelas partes na guerra.

### Carreira após 1946
Após a guerra em 1946, ele retornou à Floresta Negra e reabriu o Kolleg St. Blasien contra o conselho inicial de seus superiores, mas com ajuda material significativa do Papa Pio XII via Madre Pascalina Lehnert. Em 1949, ele iniciou a formação de uma associação de ex-alunos jesuítas em todo o país.
Como um importante educador e decano, Faller experimentou o Estado para determinar o conteúdo e a orientação da educação em nível local e nacional às custas de instituições educacionais privadas. Em 1949, ele formou uma aliança de escolas não governamentais católicas, protestantes e seculares para garantir alguma liberdade para instituições de ensino privadas, especialmente no estado de Baden-Württemberg. Eles tiveram sucesso em influenciar a legislação pertinente em vários parlamentos estaduais e em nível nacional. Em 24 de setembro de 1967, o Presidente da República Federal da Alemanha concedeu-lhe a primeira classe pour le merite por seu esforço.
Em 1950, o Superior Geral jesuíta Jean-Baptiste Janssens nomeou o padre Otto Faller como chefe da província jesuíta alemã, que incluía naquela época a província de Kerala na Índia e partes da Indonésia. Como Provincial, ele continuou defendendo os interesses das escolas particulares na Alemanha. Em 1951, ele encaminhou toda a documentação necessária para a beatificação de Rupert Mayer a Roma, e apoiou-a com sucesso: Apenas cinco anos depois, em 1956, o Papa Pio XII declarou Rupert Mayer um Servo de Deus. Otto Faller era considerado inteligente, compassivo, atencioso, mas também rigoroso como superior. Em 1970, ele se desculpou por isso: Não me lembre da época das minhas transgressões juvenis. Depois de um ataque cardíaco em 1956, ele deixou o cargo e continuou suas publicações de Ambrósio para a Corpus Scriptorum Ecclesiasticorum Latinorum ( CSEL ) em Viena, Áustria. Ele morreu em Kolleg St. Blasien em 16 de maio de 1971.

## Escritos
Muitos dos escritos de Faller estão em vários jornais. Em Stimmen der Zeit, Otto Faller publicou vários artigos sobre tópicos patrísticos. Além de seu livro sobre a suposição, seu foco principal era Santo Ambrósio.

### Dogma da Assunção de Maria
Enquanto em Roma, os preparativos para o dogma da Assunção de Maria estavam em andamento. Como os primeiros séculos do Cristianismo foram silenciosos sobre isso, a Igreja teve um problema de explicação. O Papa Pio XII pediu a Otto Faller, então um estudioso patrístico da Universidade Gregoriana, para pesquisar este assunto. Faller publicou seu livro em 1946, On the Silence of the Early Centuries in Latin. A publicação, embora tenha recebido os elogios do Papa Pio XII e do Papa Paulo VI, não acalmou todas as questões e ele não deu continuidade a esta linha de pensamento depois de 1946.

### Santo Ambrósio de Milão
Anteriormente, Otto Faller começou a pesquisar os escritos de Ambrósio de Milão, um dos quatro Padres da Igreja e Doutor da Igreja. Suas publicações se concentraram na autenticidade de vários escritos atribuídos a Ambrósio. Atendendo ao desejo expresso do Papa Pio XI, um estudioso devotado de Ambrósio e ex-chefe da Biblioteca Ambrosiana, ele começou a pesquisa com uma edição crítica do texto das obras de Ambrósio em andamento para a Academia de Ciências de Viena desde 1860. Ele publicou obras de Ambrósio sobre os sacramentos, explicação dos símbolos, os mistérios, confissão, Espírito Santo e a morte dos imperadores Teodósio e Valentiniano. As cartas de Ambrósio ele completou pouco antes de sua morte, mas sem, todos os importantes prolegômenos, que teriam explicado seu aparelho e métodos. Portanto, sua última publicação de Ambrósio, Epistulae et acta, levantou algumas questões metodológicas.

## Publicações selecionadas
- - Otto Faller, De Priorum Saeculorum Silentio circa Assumptionem BMV, Rome, 1946
  - Otto Faller, Ambrosius, Explanatio symboli, De sacramentis, De mysteriis, De paenitentia, De excessu fratris Satyri, De obitu Valentiniani, De obitu Theodosii, Vienna 1955, CSEL Corpus Scriptorum Ecclesiasticorum Latinorum Vol. 73
  - Otto Faller, Ambrosius, De fide ad Gratianum Augustum, Vienna 1962,  CSEL Corpus Scriptorum Ecclesiasticorum Latinorum, Vol. 78
  - Otto Faller, Ambrosius,  De spiritu sancto,  De incarnationnis dominicae, Vienna 1964, CSEL Corpus Scriptorum Ecclesiasticorum Latinorum Vol. 79
  - Otto Faller, Ambrosius,  Epistulae et acta –  Vienna, 1968,  CSEL Corpus Scriptorum Ecclesiasticorum Latinorum ; Vol 82/1